# أبحاث إسحاق نيوتن في التنجيم

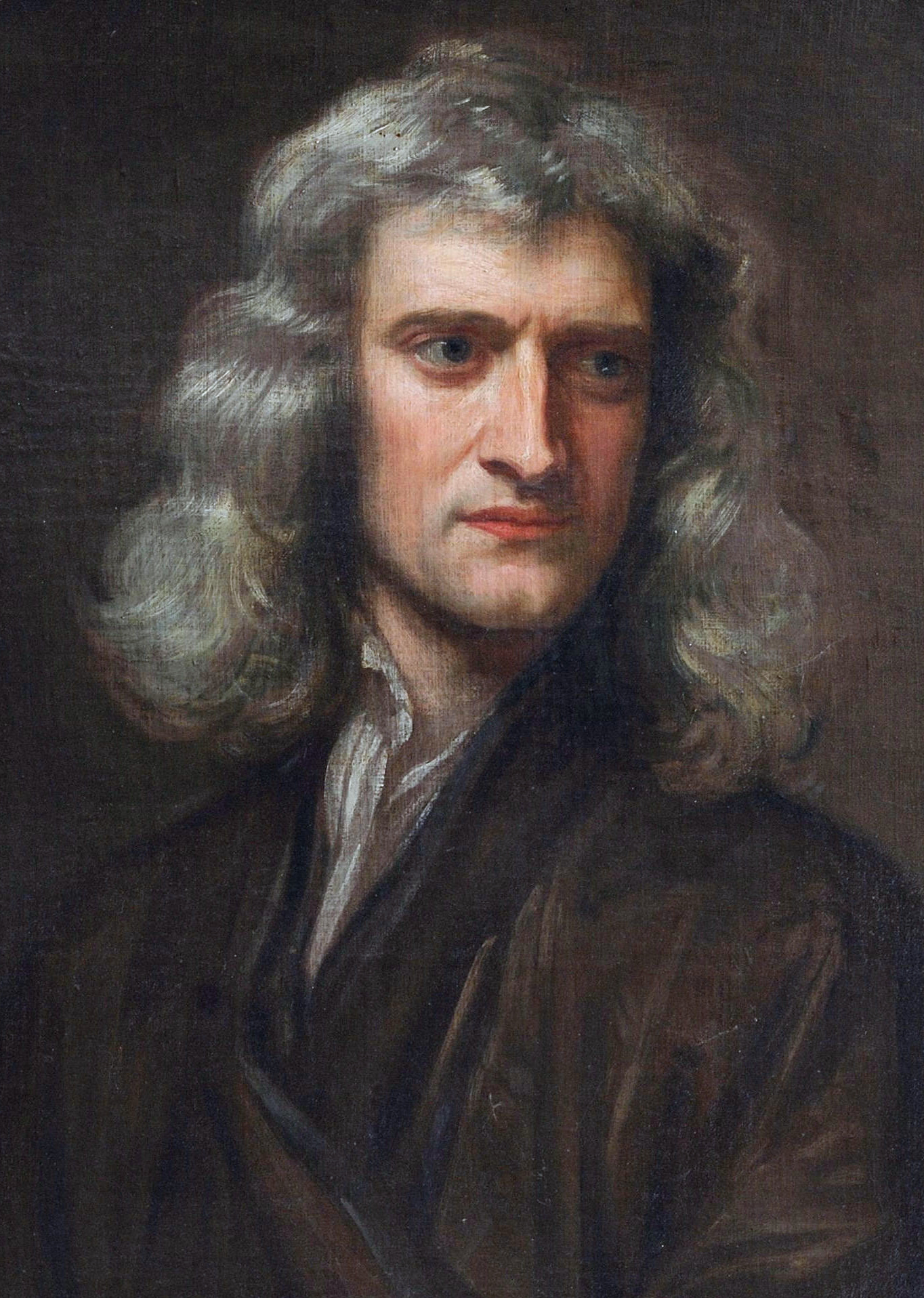
اسحاق نيوتن عام 1689

أنتج عالم الفيزياء والرياضيات الإنجليزي إسحق نيوتن العديد من الأعمال التي يمكن تصنيفها الآن على أنها تنجيم أو دراسات غامضة. تركزت أغلب هذه الأعمال حول التنبؤ بالمستقبل والخيمياء وتفسير الكتاب المقدس (خاصة سفر الرؤيا). ربما كانت إنجازات نيوتن العلمية أقل أهمية شخصية بالنسبة له، إذ أنه ركز على إعادة اكتشاف علوم القدماء الغامضة، ولذلك يعتقد بعض المؤرخين مثل جون ماينارد كينز أن أي وصف (لرؤية نيوتن للكون) على أنها نظرة ميكانيكية علمية بحتة غير دقيق.
قال كينز في عام 1942 في الذكرى المئوية الثانية لميلاد نيوتن وذلك بعد أن درس أعمال نيوتن في الخيمياء: إن نيوتن لم يكن أول علماء عصر العقل، بل كان آخر السحرة. تبنى العلماء المعاصرون لنيوتن وجهات نظر مختلفة عن تلك التي سادت القرون اللاحقة، إذ كانت الفروق بين العلم والخرافات والعلم الزائف تخضغ للصياغة والتدقيق، وكان تأثير الكتاب المقدس على الثقافة الغربية لا يزال كبيراً.
اعتقد نيوتن أن المعادن من مصدر نباتي، وأن مادة الكون كلها حية وأن الجاذبية ناتجة عن انبعاثات كيميائية غامضة.

## الخيمياء
يمكن أن يُعزى قسم كبير من أبحاث نيوتن في التنجيم إلى الخيمياء، لقد كان نيوتن منذ صغره مهتمًا بجميع العلوم الطبيعية، وقد أدى شغفه هذا في النهاية إلى إنجازاته الكبيرة في العلوم. تعود أولى دراساته في الخيمياء إلى عمر الثانية عشرة عندما كان يتردد إلى الصيدليات، وخلال حياة نيوتن كان علم الكيمياء لا يزال في مهده لذلك استخدم في دراساته التجريبية أساليبًا غير دقيقة ومصطلحات غامضة مرتبطة بالخيمياء والتنجيم، ولم تكتشف قوانين التفاعلات الكيميائية على يد أنطوان لافوازييه إلا بعد عدة عقود من وفاة نيوتن، وأصبحت الكيمياء التحليلية مع مصطلحاتها تشبه الكيمياء الحديثة كما نعرفها اليوم. رغم كل ذلك فقد اكتشف نيوتن وزميله في الجمعية الملكية روبرت بويل المفاهيم الأساسية للكيمياء الحديثة وبدأ في وضع معايير حديثة للممارسة التجريبية في الكيمياء.
ربما يكون كثير من كتابات نيوتن عن الخيمياء قد ضاعت خلال حريق مختبره، ولذلك قد يكون الحجم الحقيقي لعمله في هذا المجال أكبر بكثير مما هو معروف حاليًا. عانى نيوتن أيضًا من انهيار عصبي خلال تجاربه الكيميائية، وربما يكون ذلك نتيجة تسمم كيميائي بالزئبق أو الرصاص أو مواد كيميائية أخرى.
تشير كتابات نيوتن إلى أن أحد الأهداف الرئيسية لتجاربه الكيميائية كان اكتشاف حجر الفلاسفة (مادة كان يُعتقد أنها تحول المعادن الرخيصة إلى ذهب) وربما بدرجة أقل اكتشاف إكسير الحياة الذي يمنح الشباب الدائم، وكان نيوتن يؤكد وفقًا لبعض تجاربه أن المعادن تمتلك نوعًا من الحياة.
حظرت بعض ممارسات الخيمياء في إنجلترا خلال حياة نيوتن، ويعود ذلك إلى بعض الدجالين الذين كانوا يخدعون التجار والأثرياء لكسب المال، بالإضافة لذلك كانت الحكومة البريطانية تخشى من احتمال انخفاض قيمة الذهب بسبب صناعة ذهب مزيف عن طريق الخيمياء، وهذا ما جعل عقوبة ممارسة الخيمياء غير المصرح بها الشنق العلني.
اضطر نيوتن لتوخي أقصى درجات الحذر بشأن الخيمياء، فقد ارتبطت الخيمياء بالهرطقة وكان ممارسوها يتهمون بالزندقة ويقتلون، وارتبطت كذلك بتزوير الأموال واعتبرت خطيرة من قبل الحكومة أيضًا.
نوقشت طبيعة ودرجة تأثير الكيمياء على أعمال نيوتن الرئيسية منذ خمسينيات القرن الماضي خصوصًا (المبادئ الرياضية للفلسفة الطبيعية) و(البصريات)، وأصبح فهم العلاقة بين وجهات نظر نيوتن الخيميائية والعلوم الطبيعية مقبولًا بشكل عام في وقتنا الحالي. يعبر بعض مؤرخي العلوم عن رأيهم في الطبيعة الحاسمة لتأثير الخيمياء والتنجيم على نظرية القوى والجاذبية نيوتن، وبشكل عام كان لمناقشة دراسات نيوتن الخيميائية تأثير كبير على فهم الثورة العلمية.

## الأعمال المكتوبة
يُعتقد أن نيوتن لم ينشر أعماله عن الخيمياء خوفًا من العقاب والانتقاد المحتمل من أقرانه داخل المجتمع العلمي. كان نيوتن معروفًا بحساسيته الشديدة للنقد، مثل النقد الذي تعرض له من قبل روبرت هوك، ما أدى إلى عدم نشر أي معلومات جوهرية تتعلق بحساب التفاضل والتكامل قبل عام 1693، وامتنع نيوتن كذلك عن نشر أي كتاب شعر أنه غير مكتمل أو قابل للنقد، كما اتضح من الفجوة التي استمرت 38 عامًا من اكتشافه لحساب التفاضل والتكامل في عام 1666 إلى نشره الكامل النهائي في عام 1704، والذي أدى في النهاية إلى الجدل بين ليبنيز ونيوتن حول أسبقية اكتشاف التفاضل والتكامل.
انتقلت معظم مخطوطات نيوتن بعد وفاته إلى جون كوندويت زوج ابنة أخته كاثرين. شارك الدكتور توماس بيليه في تقييم هذه المخطوطات وقرر أنَّ (التسلسل الزمني للممالك القديمة) و(ملاحظات على نبوءات دانيال ونهاية العالم للقديس يوحنا) و(أسئلة متناقضة) هي أعمال صالحة للنشر، أما المخطوطات المتبقية لم تكن صالحة للنشر. توفي كوندويت عام 1737 وانتقلت المخطوطات إلى كاثرين التي حاولت نشر بعض الملاحظات اللاهوتية لعمها دون جدوى. تشاورت مع صديق نيوتن اللاهوتي آرثر أشلي سايكس (1684-1756) الذي احتفظ بالعديد من المخطوطات لنفسه، وانتقل باقي الأرشيف إلى عائلة ابنة كاثرين التي تزوجت من جون والوب دوق ليمنغتون. وصلت وثائق سايكس بعد وفاته إلى القس جيفري إكينز (المتوفى عام 1791) واحتفظت بها عائلته حتى قدمت أخيراً إلى كلية أكسفورد الجديدة في عام 1872. لم يتمكن سوى القليل من الوصول إلى مجموعة بورتسموث حتى منتصف القرن التاسع عشر، بما في ذلك ديفيد بروستر الفيزيائي الشهير وكاتب السيرة الذاتية لنيوتن، وفي عام 1872 نقل إيرل بورتسموث الخامس جزءًا من مخطوطات نيوتن الفيزيائية والرياضية إلى جامعة كامبريدج.
بيعت مجموعة من أعمال إسحاق نيوتن غير المنشورة بالمزاد العلني في عام 1936 من قبل دار سوسبي للمزادات نيابة عن جيرارد والوب إيرل بورتسموث التاسع. شملت هذه الأعمال المعروفة باسم (أوراق بورتسموث) 329 مخطوطة لنيوتن، كان أكثر من ثلثها مليئًا بمحتوى خيميائي. اعتبرت هذه المخطوطات عند وفاة نيوتن غير صالحة للنشر، وبقيت طي النسيان حتى ظهورها المثير في عام 1936.
اشترى الاقتصادي جون مينارد كينز العديد من هذه الوثائق خلال المزاد، ثم انتقل جزء كبير من مجموعة كينز لاحقًا إلى جامع الوثائق أبراهام يهودا الذي كان جامعًا شغوفًا لمخطوطات إسحق نيوتن الأصلية.
لا تزال العديد من الوثائق التي جمعها كينز ويهودا موجودة الآن في المكتبة اليهودية الوطنية في القدس. بدأت عدة مشاريع في السنوات الأخيرة لجمع وتصنيف ونسخ المجموعة المجزأة من أعمال نيوتن حول الخيمياء و جعلها متاحة مجانًا عبر الإنترنت. اثنان من هذه المشاريع بدعم من مؤسسة العلوم الوطنية الأمريكية ومجلس أبحاث الفنون والعلوم الإنسانية في المملكة المتحدة، ونشرت المكتبة اليهودية الوطنية عددًا من الصور عالية الجودة الممسوحة ضوئيًا لمخطوطات نيوتن المختلفة.